# Mercedes-Benz M272
M272 – seria widlastych silników sześciocylindrowych, 24-zaworowych, wolnossących, ze zmiennymi fazami rozrządu o wtrysku elektronicznym montowanych w samochodach marki Mercedes-Benz. Produkowane od 2004 roku, które zadebiutowały w większości klas. Silniki M272 zastąpiły serię M112 (do 2008).
Silniki M272 występują w wersjach 2,5 l (M272 E25), 3,0 l (M272 E30), 3,5 l (M272 E35). Od 2006 roku także w wersji z wtryskiem bezpośrednim (M272 E35 CGI).

## Budowa
Bazujący na M112 silnik M272 jest wykonany w większości ze stopów aluminium: blok (silumin), głowica (silumin), tłoki (stop aluminium pokryte stopami żelaza). Kolektor dolotowy tak jak w przypadku M112 jest wykonany ze stopów magnezu.
Silnik V6 o rozwarciu cylindrów 90°, posiada dwie głowice DOHC z dwoma regulowanymi wałkami każda (zmienne fazy rozrządów). Wałki rozrządu zaworów ssących napędzane są łańcuchem i regulują się płynnie po 40° każdy. Wałki rozrządu zaworów wydechowych napędzane są przez przekładnie zębatą i regulator od napędu wałków ssących. Regulator wałków wydechowych zdolny jest obrócić wałki wydechowe także o 40°. Identycznie jak w przypadku M112 pomiędzy tłokami znajduje się wałek wyrównoważający pierwszą i częściowo drugą harmoniczną.
Kolektor ssący o dwóch długościach dolotu posiada dodatkowo klapki zawirowujące świeży ładunek. Modyfikacją w stosunku do M112 jest obecność 4 klapek (2 do długości i 2 do zawirowań) zamiast 1 (zmienna długość dolotu), czyli każda klapka posiada jedną funkcję dla jednego z dwóch banków cylindrów. Klapki zawirowujące uaktywniane są w pełnym zakresie obrotów przy niskim i średnim obciążeniu.
W odróżnieniu do M112, M272 posiada zamontowany sterownik Bosch na kolektorze ssącym. Z powodu w pełni regulowanych faz rozrządu nie posiada EGR.

## Różnice w stosunku do M112
| Cecha                  | M112                    | M272                         |
| ---------------------- | ----------------------- | ---------------------------- |
| Budowa                 | V6, 90°                 | V6, 90°                      |
| Materiały              | Głównie stopy aluminium | Głównie stopy aluminium      |
| Napęd rozrządu         | Łańcuch                 | Łańcuch + przekładnia zębata |
| Głowica                | SOHC                    | DOHC                         |
| Liczba zaworów         | 3/cyl.                  | 4/cyl.                       |
| Liczba świec           | 2/cyl.                  | 1/cyl.                       |
| Typ cewki              | Podwójna                | Coil-on-plug                 |
| Zmienne fazy rozrządu  | nie                     | tak                          |
| Wałek wyrównoważający  | tak                     | tak                          |
| EGR                    | tak                     | nie                          |
| Doładowanie            | tak – E32 ML            | nie                          |
| Zmienna długość dolotu | tak                     | tak                          |
| Klapy zawirowujące     | nie                     | tak                          |
| Wtrysk bezpośredni     | nie                     | tak – E35 CGI                |
| Sterowanie             | Bosch ME 2.1            | Bosch ME 9.7                 |

## Dane techniczne
| Oznaczenie    | Średnica × Skok [mm] | Pojemność skokowa [cm³] | Stopień sprężania | Maks. moc [kW/PS] przy obrotach [1/min] | Maks. moment obr. [Nm] przy obrotach [1/min] | Okres występowania |
| ------------- | -------------------- | ----------------------- | ----------------- | --------------------------------------- | -------------------------------------------- | ------------------ |
| M 272 E25     | 88 × 68,4            | 2496                    | 11,4 : 1          | 150/204 przy 6100                       | 245 przy 2900–5500                           | 2004–              |
| M 272 E30     | 88 × 82              | 2996                    | 11,3 : 1          | 170/231 przy 6000                       | 300 przy 2500–5000                           | 2004–              |
| M 272 E35     | 92,6 × 86            | 3498                    | 10,7 : 1          | 200/272 przy 6000                       | 350 przy 2400–5000                           | 2004-2008          |
| M 272 E35     | 92,6 × 86            | 3498                    | 11,7 : 1          | 232/316 przy 6500                       | 360 przy 4900                                | 2008–              |
| M 272 E35 CGI | 92,6 × 86            | 3498                    | 12,2 : 1          | 215/292 przy 6400                       | 365 przy 3000–5100                           | 2006–              |